# Adolf Magnus-Levy

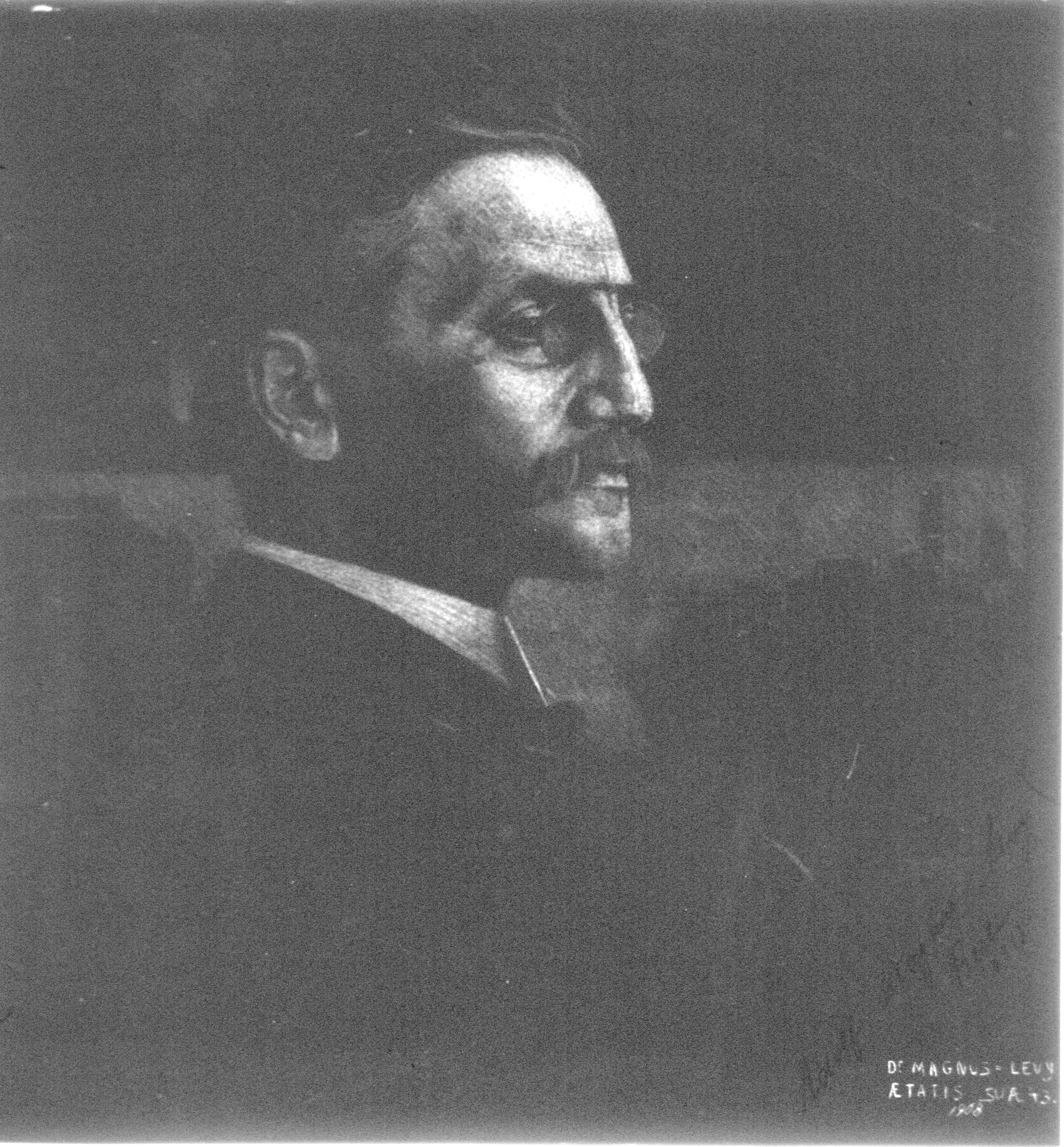
Porträt (ca. 1908)

Adolf Magnus-Levy (geboren am 10. September 1865 in Berlin; gestorben am 5. Februar 1955 in New York) war ein deutscher und US-amerikanischer Arzt und Physiologe, der sich wissenschaftlich mit dem menschlichen Stoffwechsel und den damit zusammenhängenden Erkrankungen befasste. Er hat seine Arbeit insbesondere dem Diabetes mellitus, Schilddrüsenerkrankungen und dem multiplen Myelom gewidmet. Als Jude wurde er vom Nationalsozialismus verfolgt. Er wanderte im Jahre 1940 in die USA aus und arbeitete anschließend als Professor an der Yale University.

## Leben
Magnus-Levy wurde in Berlin im damaligen Königreich Preußen geboren und studierte an der Humboldt-Universität Medizin. Mehrere seiner nahen Verwandten starben an Infektionskrankheiten. Seine Mutter litt an Diabetes mellitus. Obwohl er nach einer Zusammenkunft mit Theodor Mommsen ursprünglich Geschichte studieren wollte, entschied er sich für ein Medizinstudium in Berlin, Heidelberg und Erlangen. Besonders angeregt wurde er von Vorlesungen von Franz Hofmeister und Karl Ludwig. Nach der Promotion in Heidelberg im Jahre 1890 wandte er sich der Physiologie zu. Er studierte unter Nathan Zuntz in Berlin und untersuchte den Gasaustausch und Energetik unter Eugen Baumann in Freiburg. In Berlin arbeitete er mit Albert Fraenkel und in Frankfurt mit Carl von Noorden. Ein besonderes Interesse entwickelte er an Adipositas, Diabetes und dem Myxödem. Im Jahre 1895 veröffentlichte er Arbeiten zum Einfluss der Schilddrüse auf die Atmung. In Straßburg arbeitete er mit Bernhard Naunyn zur diabetischen Azidose. Mit einer Arbeit zur Rolle des Oxobutyrats im diabetischen Koma wurde er im Jahre 1899 habilitiert und zum Privatdozenten ernannt. 1905 wechselte er an die Berliner Universität. Dort arbeitete er von 1910 bis 1922 als leitender Arzt. In seiner Berliner Zeit veröffentlichte er mehrere Arbeiten, u. a. zur Physiologie des Stoffwechsels, chemischen Problemen bei Diabetes sowie zum Säure-Basen-Haushalt. Als Jude verlor er seine Position nach der Machtergreifung der Nationalsozialisten und siedelte 1940 in die Vereinigten Staaten über, wo er zum Professor an der Yale University ernannt wurde. Dort erforschte er die Nutzung von Isotopen für Untersuchungen des menschlichen Stoffwechsels. In seinem späteren Leben schrieb er zur Geschichte der Medizin in Deutschland. Im Rahmen seiner Untersuchungen zum Grundumsatz fand er, dass sein eigener Grundumsatz um 10 % absank, während er von 26 zu 76 Jahren alterte.
Magnus-Levy starb in New York City. Er hatte einen Brief vorbereitet, der bei seiner Beisetzung verlesen werden sollte. Darin dankte er seiner Familie, John Farquhar Fulton, dem Pflegeheim, das ihn im Alter versorgte, den Vereinigten Staaten von Amerika, der amerikanischen medizinischen Gemeinschaft und allen seinen Freunden. Dem Brief stellte er als Vorwort voran: „Ein Lachen naht, ich reise weit / Ein letztes Wort, ein Wort der Dankbarkeit“ (nach Conrad F. Meyer).